# Família E
Família E é um grupo de manuscritos do Novo Testamento. Ela pertence ao Texto-tipo Bizantino que é uma das famílias textuais desse grupo. O nome da família veio do símbolo do Codex Basilensis designado pelo símbolo E. Dessa família pertencem os manuscritos: Codex Boreelianus, Codex Seidelianus I, e Codex Seidelianus II.
Geerlings inclui variantes para essa família do Codex Vaticanus 354, Codex Mosquensis II, minúsculos 44, 65, 98, 219, e 422. A versão gótica, feita por Úlfilas, se aproxima do parentesco para essa sub-família bizantina.
Hermann von Soden designou a família pelo símbolo Ki.

## Leitura recomendada
- Russell Champlin, Family E and Its Allies in Matthew (Studies and Documents, XXIII; Salt Lake City, UT, 1967).
- J. Greelings, Family E and Its Allies in Mark (Studies and Documents, XXXI; Salt Lake City, UT, 1968).
- J. Greelings, Family E and Its Allies in Luke (Studies and Documents, XXXV; Salt Lake City, UT, 1968).